# 蓮實克蕾雅
蓮實克蕾雅（日语：蓮実クレア，1991年12月3日—），日本AV女優。所屬事務所是Allpro。

## 來歷
2012年9月，以製造商「美」的專屬女優身分出道。
2013年7月，在新宿當過脫衣舞孃。
2014年1月到8月成為Wanz Factory的專屬女優。
2018年3月，在成人廣播獎中以『兄嫁は中●し着エロアイドル　蓮実クレア』獲得作品獎。
2020年12月發表的「FLASH 2020年現役最強セクシー女優BEST100」，在讀者投票中獲得第31名。
2021年4月發表的「2021現役AV女優SEXY総選挙」中獲得第11名。
2022年9月25日于twitter宣布退出AV行业。
2025年5月20日當天拋出驚喜震撼彈，宣布「重新出道」。

## 外部連結
- 蓮実クレア オフィシャルブログ （页面存档备份，存于）
- 蓮實克蕾雅的X（前Twitter）
- 蓮実クレアさんのライブ （页面存档备份，存于） - TwitCasting